# العلاقات البوليفية الفرنسية
العلاقات البوليفية الفرنسية هي العلاقات الثنائية التي تجمع بين بوليفيا وفرنسا.

## مقارنة بين البلدين
هذه مقارنة عامة ومرجعية للدولتين:
| وجه المقارنة                                              | بوليفيا                                          | فرنسا                                                    |
| --------------------------------------------------------- | ------------------------------------------------ | -------------------------------------------------------- |
| المساحة (كم2)                                             | 1.10 مليون                                       | 643.80 ألف                                               |
| عدد السكان (نسمة)                                         | 11.05 مليون                                      | 67.12 مليون                                              |
| الكثافة السكانية (ن./كم²)                                 | 10.05                                            | 104.26                                                   |
| العاصمة                                                   | سوكري، لاباز                                     | باريس                                                    |
| اللغة الرسمية                                             | اللغة الإسبانية، اللغة الأيمرية، كتشوا، غوارانية | لغة فرنسية                                               |
| العملة                                                    | بوليفاريو بوليفي                                 | يورو، فرنك س ف ب، فرنك فرنسي، Livre tournois ‏            |
| الناتج المحلي الإجمالي (بليون دولار)                      | 37.51 مليار                                      | 2.58 تريليون                                             |
| الناتج المحلي الإجمالي (تعادل القوة الشرائية) بليون دولار | 74.58 مليار                                      | 2.87 تريليون                                             |
| الناتج المحلي الإجمالي الاسمي للفرد دولار أمريكي          | 3.08 ألف                                         | 36.20 ألف                                                |
| الناتج المحلي الإجمالي للفرد دولار أمريكي                 | 6.63 ألف                                         | 39.33 ألف                                                |
| مؤشر التنمية البشرية                                      | 0.662                                            | 0.888                                                    |
| رمز المكالمات الدولي                                      | +591                                             | +33                                                      |
| رمز الإنترنت                                              | .bo                                              | .fr، .bzh ‏، .tf، .re، .wf، .yt، .pm، .paris              |
| المنطقة الزمنية                                           | 00                                               | أوروبا/باريس ‏، توقيت وسط أوروبا، توقيت وسط أوروبا الصيفي |

## مدن متوأمة
في ما يلي قائمة باتفاقيات التوأمة بين مدن بوليفية وفرنسية:
- ترتبط كوتشابامبا مع نانت باتفاقية توأمة.

## منظمات دولية مشتركة
يشترك البلدان في عضوية مجموعة من المنظمات الدولية، منها:
| علم المنظمة | اسم المنظمة                        | تاريخ انضمام بوليفيا | تاريخ انضمام فرنسا |
| ----------- | ---------------------------------- | -------------------- | ------------------ |
|             | الاتحاد البريدي العالمي            | ?                    | ?                  |
|             | مؤسسة التنمية الدولية              | 21 يونيو 1961        | 30 ديسمبر 1960     |
|             | منظمة حظر الأسلحة الكيميائية       | ?                    | ?                  |
|             | منظمة التجارة العالمية             | 12 سبتمبر 1995       | 1995               |
|             | الأمم المتحدة                      | 14 نوفمبر 1945       | 24 أكتوبر 1945     |
|             | وكالة ضمان الاستثمار متعدد الأطراف | 3 أكتوبر 1991        | 28 ديسمبر 1989     |
|             | منظمة الشرطة الجنائية الدولية      | ?                    | ?                  |
|             | مؤسسة التمويل الدولية              | 20 يوليو 1956        | 20 يوليو 1956      |
|             | الاتحاد الدولي للاتصالات           | 1 يونيو 1907         | 1866               |
|             | البنك الدولي للإنشاء والتعمير      | 27 ديسمبر 1945       | 27 ديسمبر 1945     |
|             | يونسكو                             | 13 نوفمبر 1946       | 4 نوفمبر 1946      |

## أعلام
هذه قائمة لبعض الشخصيات التي تربطها علاقات بالبلدين:
- والتر غيفارا (11 مارس 1912 – 20 يونيو 1996)

## وصلات خارجية
- موقع وزارة الخارجية البوليفية
- موقع وزارة الخارجية الفرنسية